# Stefan Adamski
Stefan Jerzy Adamski (ur. 1954) – polski publicysta, eseista, poeta.

## Życiorys
Absolwent III Liceum Ogólnokształcącego w Gdańsku (zwanego "Topolówką"), gdzie był w jednej klasie z Maciejem Grzywaczewskim i Marianem Terleckim. Studiował polonistykę na Uniwersytecie Gdańskim. Od 1976 roku – po sygnowaniu protestu przeciwko nowelizacji ówczesnej konstytucji PRL – w opozycji demokratycznej. W roku 1980 współredagował pierwszy historyczny biuletyn MKS NSZZ Solidarność, ukazujący się od strajku sierpniowego, przekształcony następnie w pismo regionu gdańskiego, którego redaktorem naczelnym był Mariusz Wilk. Latem 1981 roku przeszedł do Tygodnika Solidarność. W stanie wojennym i później publikował w prasie podziemnej – np. w wydawanym wówczas nielegalnie, wspomnianym powyżej piśmie Zarządu Regionu NSZZ Solidarność, a także w pismach „sKORpion” i „Poza Układem”. 
Po roku 1989 w tekstach pisanych z pozycji niezależnego obserwatora odnosił się krytycznie do wielu przejawów transformacji ustrojowej i gospodarczej, uznając za elementarną powinność obywatelską zachowanie odpowiedniego dystansu do założeń wszelkich ideologii czy systemów politycznych. Zwolennik demokracji bezpośredniej i uczestniczącej. Poza problematyką społeczną i ekonomiczną zajmował się także krytyką literacką i filmową oraz produkcją filmów dokumentalnych.
Współredagował polski przekład pracy „Świat po kapitalizmie” (Post-Corporate World. Life after Capitalism) Davida Kortena, a także książki „Świat nie jest towarem” (Le monde n'est pas une merchandise), wydanej z inicjatywy i w tłumaczeniu Ewy Kubasiewicz-Houée, gdzie francuscy aktywiści ruchu na rzecz ekologicznego rolnictwa José Bové i François Dufour w formie wywiadu-rzeki prezentują swoje poglądy.
Od roku 2000 tj. niemal od początków formowania się ruchu alterglobalistycznego aktywnie w nim uczestniczy. Współzałożyciel Stowarzyszenia ATTAC Polska. W 2015 przystąpił do nowo powstałej Partii Razem, z której wystąpił w roku 2018.
Obszerny wybór tekstów poetyckich – Polonez albo rzeczpospolita wytrzeźwień, Maszoperia Literacka, Gdańsk 2010, ISBN 978-83-62129-95-9.